# Tărnovța, Tărgoviște
Tărnovța (în bulgară Търновца) este un sat în comuna Tărgoviște, regiunea Tărgoviște,  Bulgaria. 

## Demografie
Componența etnică a satului Tărnovța
     Turci (99%)
     Nicio identificare (0,99%)
     Altele (0%)
La recensământul din 2011, populația satului Tărnovța era de 301 locuitori. Din punct de vedere etnic, majoritatea locuitorilor (99%) erau turci. Pentru 0,99% din locuitori nu este cunoscută apartenența etnică.